# Charpentiersche Täuschung
Die charpentiersche Täuschung, auch Größen-Gewichts-Täuschung genannt, ist eine Wahrnehmungstäuschung. Sie liegt vor, wenn von zwei gleich schweren Körpern der mit dem größeren Volumen leichter erscheint. So erweckt ein 10-Liter-Eimer, gefüllt mit Wasser, beim Tragen den Eindruck, er habe ein geringeres Gewicht als ein 10 kg schwerer Ziegelstein.
Die Beschreibung des Effekts aus dem Jahr 1891 wird Augustin Charpentier (1852–1916) zugeschrieben .